# Stanotte a...
Stanotte a... è una serie di documentari sulla storia dell'arte a cura di Alberto Angela, in onda su Rai 1 dal 28 maggio 2015.
Il progetto consiste nel mostrare al grande pubblico quei luoghi, ricchi di storia e cultura, che di giorno sono affollati dai vari turisti, ma che di notte rimangono soli nella loro immensità. Per questo le riprese vengono effettuate solamente di notte, impiegando per questo anche molti giorni (per Stanotte a San Pietro è stato impiegato quasi un mese di riprese), mostrando così un'altra faccia di quel luogo che altrimenti sarebbe impercettibile durante il dì.
(Alberto Angela)

## Ospiti

### Stanotte al Museo Egizio
- Giovanni Soldini
- Piergiorgio Odifreddi
- Gabriella Pescucci
- Eva Cantarella
- Umberto Veronesi
- Riccardo Muti
- Alessio Boni
- Valter Malosti

### Stanotte a Firenze
- Giancarlo Giannini interpreta Giorgio Vasari
- Andrea Bocelli
- Giusy Buscemi
- Oliviero Toscani
- Giovanni Bignami
- Nanà Cecchi
- Eike Schmidt

### Stanotte a San Pietro
- Giancarlo Giannini interpreta Gian Lorenzo Bernini
- Angelo Comastri
- Ninni Bruschetta
- Carlo Verdone
- Christo Yavachev
- Giovanni Soldini
- Ambrogio Piazzoni
- Luca Becchetti

### Stanotte a Venezia
- Giancarlo Giannini interpreta Carlo Goldoni
- Lino Guanciale interpreta Giacomo Casanova
- Uto Ughi racconta Vivaldi dal teatro La Fenice
- Giusy Buscemi interpreta Veronica Franco
- Egidio Arlango
- Alessandro Bressanello
- Nanà Cecchi, costumista
- Lorenzo della Toffola, maestro d'ascia
- Giulio Manieri Elia, direttore Lavori Restauro Sant'Orsola
- Paola Marini, storica dell'arte, direttrice Gallerie dell'Accademia, Venezia
- Mons. Antonio Meneguolo, Arcidiacono della Basilica di San Marco
- Luca Parmitano, Astronauta ESA, racconta Venezia vista dall'alto
- Giancarlo Previati
- Massimo Wertmüller

### Stanotte a Pompei
- Giancarlo Giannini,[1][2][3] nei panni di Plinio il Giovane;[1][3]
- Ivano Marescotti, nei panni di Plinio il Vecchio;
- Uto Ughi;[1][2][3]
- Marco D'Amore;[1][3]
- Vittorio Storaro;[1][2]
- Eva Cantarella;[1][3]
- Nanà Cecchi;[1][3]
- Maria Sardaryan.[1][3]

### Stanotte con Caravaggio
- Anna Safroncik interpreta Lena, musa di Caravaggio
- Massimo Bonetti interpreta Giovanni Baglione
- Rossella Vodret, storica d’arte
- Renzo Musumeci Greco, maestro di scherma
- Iacopo Ricciotti, interpreta Caravaggio
- Michele di Sivo, storico e archivista di Stato

### Stanotte a Napoli
- Giancarlo Giannini interpreta Carlo (VII) di Napoli
- Massimo Ranieri
- Serena Rossi
- Serena Autieri
- Marisa Laurito
- Salvatore Bagni
- Orchestra giovanile Sanitansamble

La sigla è stata la canzone Una notte a Napoli di Pink Martini.

### Stanotte a Milano
- Giancarlo Giannini interpreta Alessandro Manzoni
- Malika Ayane
- Zlatan Ibrahimović
- Luigi Francesco Cantamessa
- Adriano Celentano (in collegamento telefonico)
- Domenico Dolce e Stefano Gabbana
- Sonia Bergamasco interpreta Alda Merini
- Elio
- Nicoletta Manni
- Timofej Andrijashenko
- Javier Zanetti

### Stanotte a Parigi
- Giancarlo Giannini interpreta il Commissario Maigret
- Gianluigi Donnarumma
- Mika
- Lola Ponce interpreta Esmeralda

La sigla è stata la canzone Diamonds nella versione cantata da Rihanna.

### Stanotte a Roma
- Giancarlo Giannini interpreta sé stesso
- Claudio Baglioni
- Tosca
- Antonella Ruggiero
- Emanuela Fanelli
- Edoardo Leo
- Eleonora Abbagnato e la scuola dell'Opera di Roma che ballano sulle note di Your love di Ennio Morricone
- Pueri Cantores della Cappella Musicale pontificia Sistina

La sigla è stato un riarrangiamento in versione ridotta della colonna sonora del film La dolce vita.

## Ascolti

### Prima visione
| Titolo                   | Data              | Telespettatori | Share  | Fonte              |
| ------------------------ | ----------------- | -------------- | ------ | ------------------ |
| Stanotte al Museo Egizio | 28 maggio 2015    | 3 415 000      | 15,16% | [ 4 ]              |
| Stanotte a Firenze       | 9 giugno 2016     | 4 226 000      | 19,33% | [ 5 ]              |
| Stanotte a San Pietro    | 27 dicembre 2016  | 5 976 000      | 25,40% | [ 6 ] [ 7 ]        |
| Stanotte a Venezia       | 13 giugno 2017    | 4 983 000      | 25,05% | [ 8 ] [ 9 ] [ 10 ] |
| Stanotte a Pompei        | 22 settembre 2018 | 4 233 000      | 24,30% | [ 11 ] [ 12 ]      |
| Stanotte con Caravaggio  | 16 dicembre 2020  | 3 212 000      | 14,10% | [ 13 ]             |
| Stanotte a Napoli        | 25 dicembre 2021  | 4 154 000      | 22,72% | [ 14 ]             |
| Stanotte a Milano        | 25 dicembre 2022  | 3 420 000      | 23,80% | [ 15 ]             |
| Stanotte a Parigi        | 25 dicembre 2023  | 3 239 000      | 21,17% | [ 16 ]             |
| Stanotte a Roma          | 25 dicembre 2024  | 3 058 000      | 20,85% | [ 17 ]             |

### Repliche
Grazie al successo riscontrato dalla serie, la Rai ha periodicamente deciso di rimandare in onda le puntate.
| Titolo                   | Data            | Telespettatori | Share  | Fonte  |
| ------------------------ | --------------- | -------------- | ------ | ------ |
| Stanotte al Museo egizio | 29 giugno 2016  | 2 423 000      | 12,13% | [ 18 ] |
| Stanotte a Venezia       | 25 marzo 2020   | 3 193 000      | 12,34% | [ 19 ] |
| Stanotte a Firenze       | 1º aprile 2020  | 3 412 000      | 12,58% | [ 20 ] |
| Stanotte a San Pietro    | 8 aprile 2020   | 3 838 000      | 14,45% | [ 21 ] |
| Stanotte al Museo egizio | 13 maggio 2020  | 2 849 000      | 11,69% | [ 22 ] |
| Stanotte a Pompei        | 9 dicembre 2020 | 3 597 000      | 15,65% | [ 23 ] |

## Riconoscimenti e curiosità
Per la puntata Stanotte a San Pietro – Viaggio tra le meraviglie del Vaticano il conduttore ha vinto l'edizione 2017 del Premiolino.
La seconda puntata Stanotte a Firenze è la prima delle quattro ad essere stata ripresa, montata e trasmessa, sui canali compatibili, in risoluzione 4K, utilizzando la tecnologia HDR. A questa sono seguite Stanotte a San Pietro, Stanotte a Venezia e Stanotte a Pompei.
Nel settembre del 2018, in contemporanea con lo speciale su Pompei, è uscito in edicola una serie di cinque DVD curata da Repubblica, con tutti gli appuntamenti del programma in versione ridotta.

## Errori
Nella puntata di Venezia, il pubblico ha riscontrato alcune imprecisioni del conduttore, giudicate gravi dagli esperti di storia veneziana. Alberto Angela, infatti, in alcuni passaggi ha riferito: 
- che l'ascesa del dominio della Repubblica di Venezia sarebbe iniziata con la scoperta dell'America del 1492 (mentre in realtà fu l'esatto contrario e la sconfitta di Venezia nella battaglia di Agnadello del 1509 fu proprio l'inizio del declino);
- che la gondola ha una forma "storta" per evitare di far finire in acqua il gondoliere, mentre viceversa serve per poterla governare con un solo remo;
- che il ponte di Rialto sarebbe stato costruito da "Andrea" Da Ponte (anziché Antonio Da Ponte);
- che l'isola di Torcello fu in concorrenza economica con Venezia nel XV secolo (invece, gli abitanti di Torcello iniziarono ad abbandonarla già dall'anno 1000 per motivi di salubrità dovuti all'impaludamento dell'isola, non per motivi economici);
- che nel 1797 la Serenissima fu costretta a cedere la sua flotta navale agli austro-ungarici (in realtà, le navi vennero cedute a Napoleone, mentre l'Impero austro-ungarico venne fondato solo nel 1867);
- Inoltre, nella mini fiction su Canaletto la camera ottica utilizzata dal pittore proietta l'immagine dritta (anziché capovolta come dovrebbe essere), mentre in quella su Giacomo Casanova il personaggio è interpretato con accento romanesco, mentre le cortigiane hanno un accento napoletano, anziché veneziano.

Nella puntata di Napoli si sono verificati i seguenti errori/imprecisioni: 
- il conduttore inverte le identità dei due monumenti equestri canoviani dedicati a Carlo e Ferdinando di Borbone in piazza del Plebiscito;
- il conduttore riporta quello che pare essere un falso storico sulla scultura del Cristo velato, ovvero che Antonio Canova avrebbe dato dieci anni della sua vita pur di essere l'autore della statua eseguita da Giuseppe Sanmartino[31];
- il conduttore illustra la splendida architettura neoclassica della sala interna del Real teatro di San Carlo riferendosi all'inaugurazione della struttura avvenuta nel 1737, mentre è frutto della ricostruzione del 1816, seguente all'incendio che distrusse la precedente sala barocca;
- il conduttore informa che i Greci fondarono Neapolis sulla costa, ma in realtà si trattava di Paleopolis (Palepoli), con la successiva "nuova città" edificata su di un pianoro più interno.